# Amitus longicornis
Amitus longicornis é uma espécie de insetos himenópteros, mais especificamente de vespas parasíticas pertencente à família Platygastridae.
A autoridade científica da espécie é Foerster, tendo sido descrita no ano de 1878.
Trata-se de uma espécie presente no território português.